# Lago Grouse
Il lago Grouse (in inglese: Grouse Lake in inglese - tradotto in italiano: "lago del gallo cedrone") è un piccolo lago di origine glaciale che si trova nella Penisola di Kenai (Alaska) a pochi chilometri da Seward.

## Etimologia
Il nome è apparso per la prima volta in una documentazione del United States Geological Survey del 1906 riportato (da un nome locale) dal cartografo Moffit.

## Geografia fisica
Il lago, più lungo che largo (620 metri per 140 metri), si trova all'estremità occidentale della Foresta Nazionale di Chugach. È (più o meno) vicino ad un gruppo di laghi di origine glaciale: lago Tern, lago Crescent, lago Kenai, lago Grant, lago Ptarmigan, lago Lower Trail, lago Upper Trail, lago Cooper e il lago dell'Orso; quest'ultimo è praticamente dal lato opposto dell'autostrada Seward. L'abitato più vicino è la città di Seward a circa 10 chilometri di distanza.
Il lago è circondato da diversi monti, non molto alti e tutti appartenenti al gruppo montuoso del Kenai (Kenai Mountains):
- "Mt. Ascension" 60°15′32″N 149°29′48″W[6];
- "Paradise Peak" 60°16′02″N 149°11′34″W[7];

e dal ghiacciaio "Bear Lake Glacier"  60°10′04″N 149°15′56″W.

## Pesca e turismo
In questo lago si può pescare la trota Salvelinus malma (Dolly Varden). Da dicembre a aprile è possibile praticare la pesca su ghiaccio.

## Accessi e centri abitati
Il lago è costeggiato dall'autostrada Seward (Seward Highway) tra Anchorage e Seward (ma non si vede dall'autostrada). È accessibile dalla strada "Grouse Lake Road" (collegata direttamente all'autostrada Seward).

## Galleria d'immagini

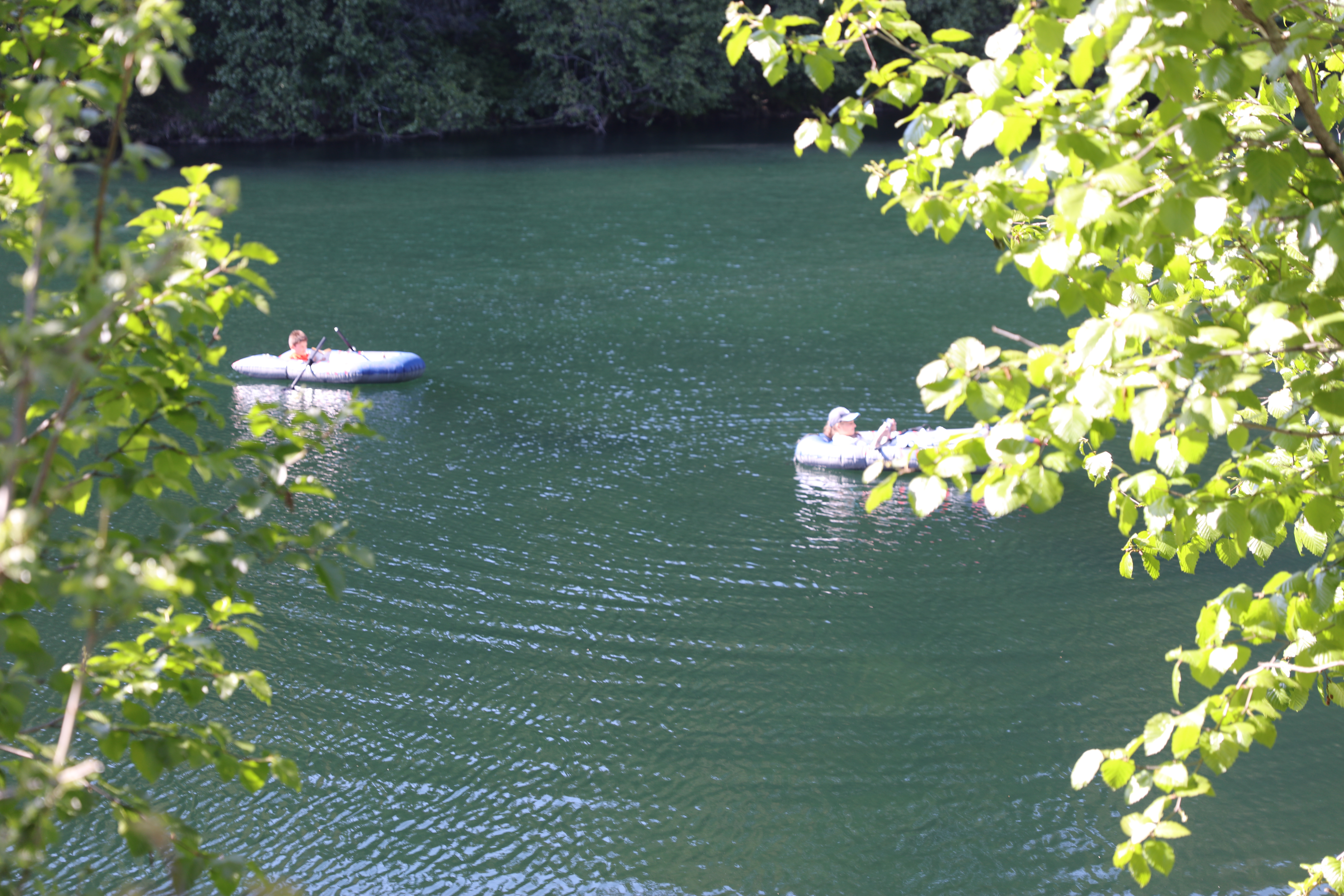
Il lago in giugno 2019
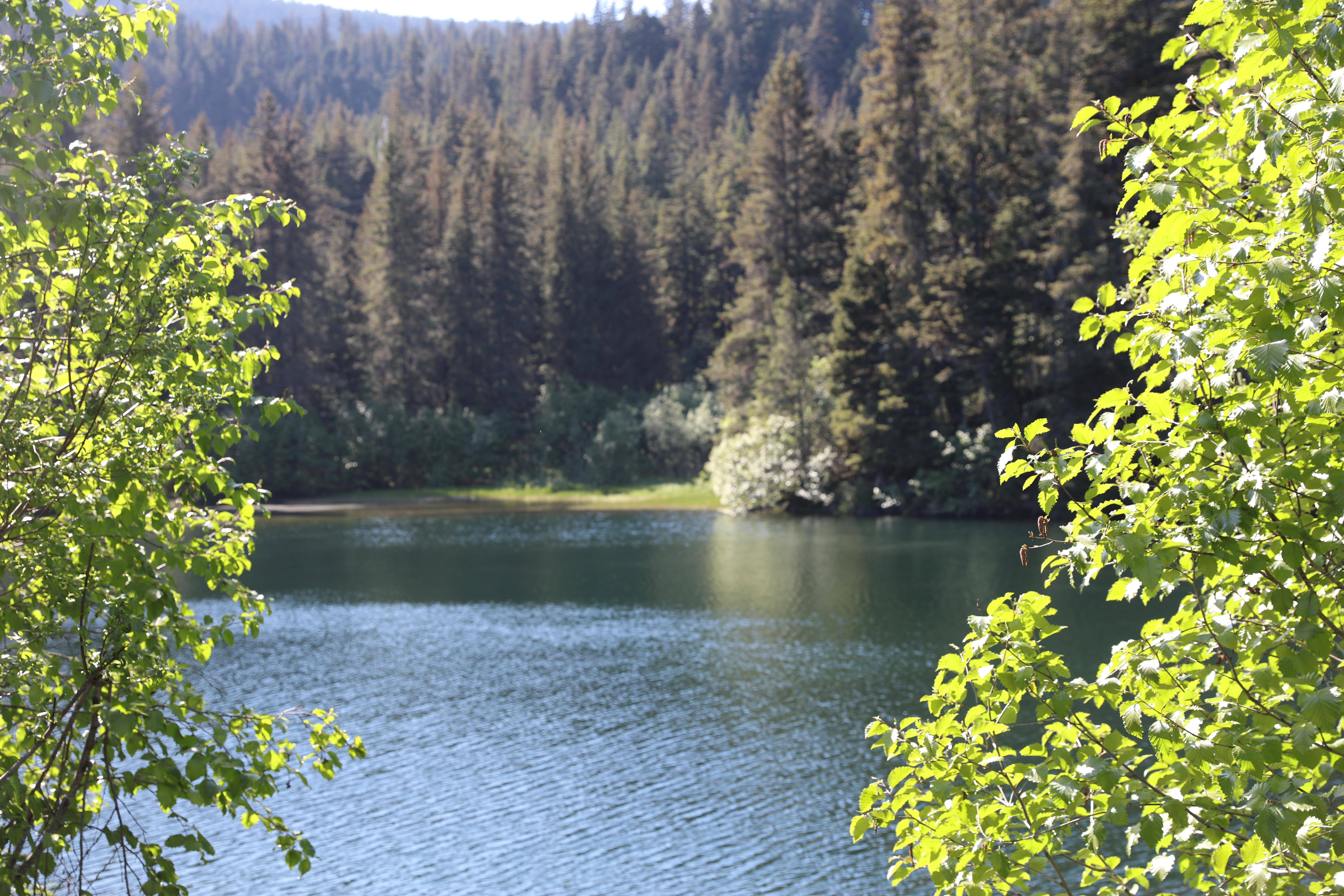
Il lago in giugno 2019
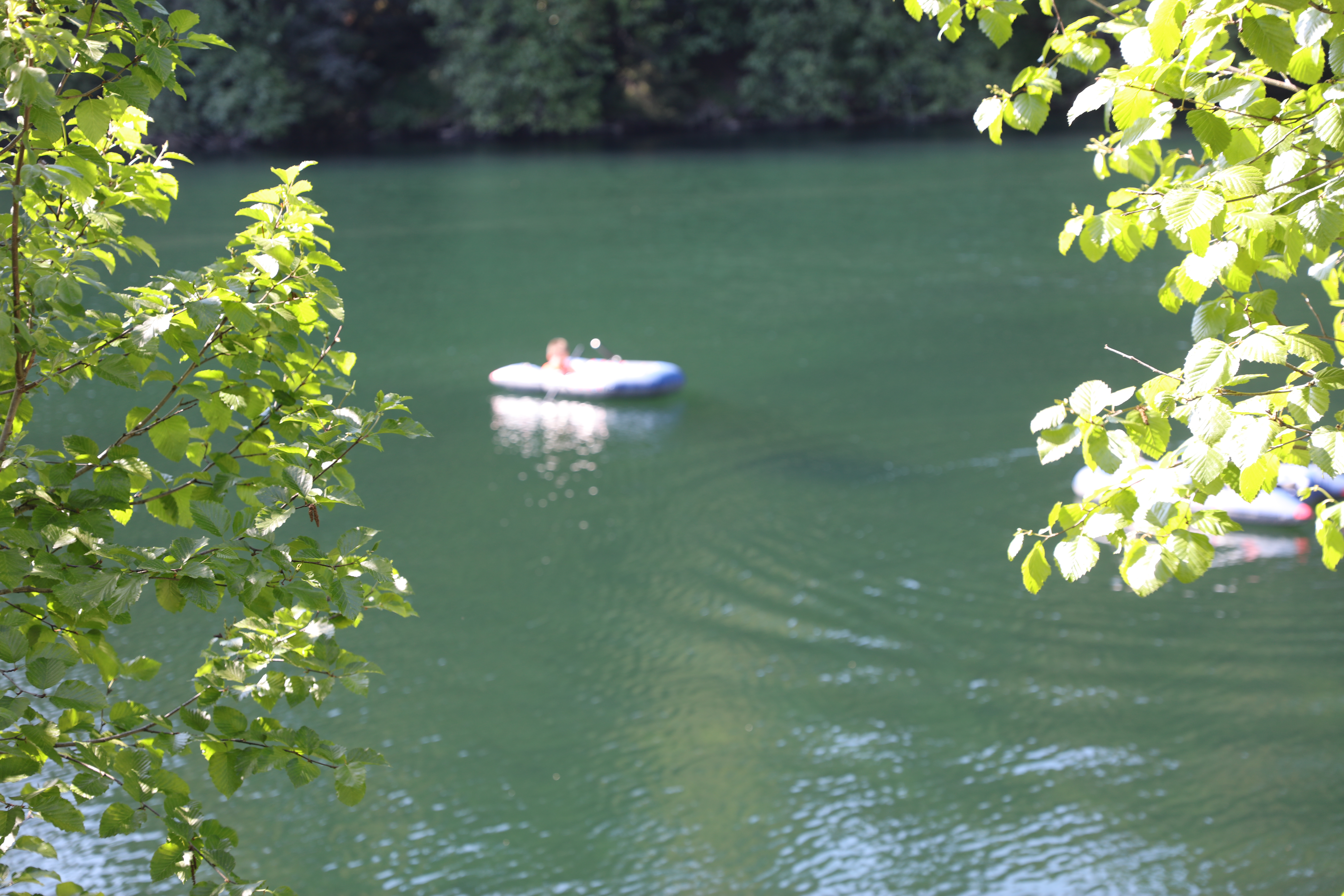
Il lago in giugno 2019
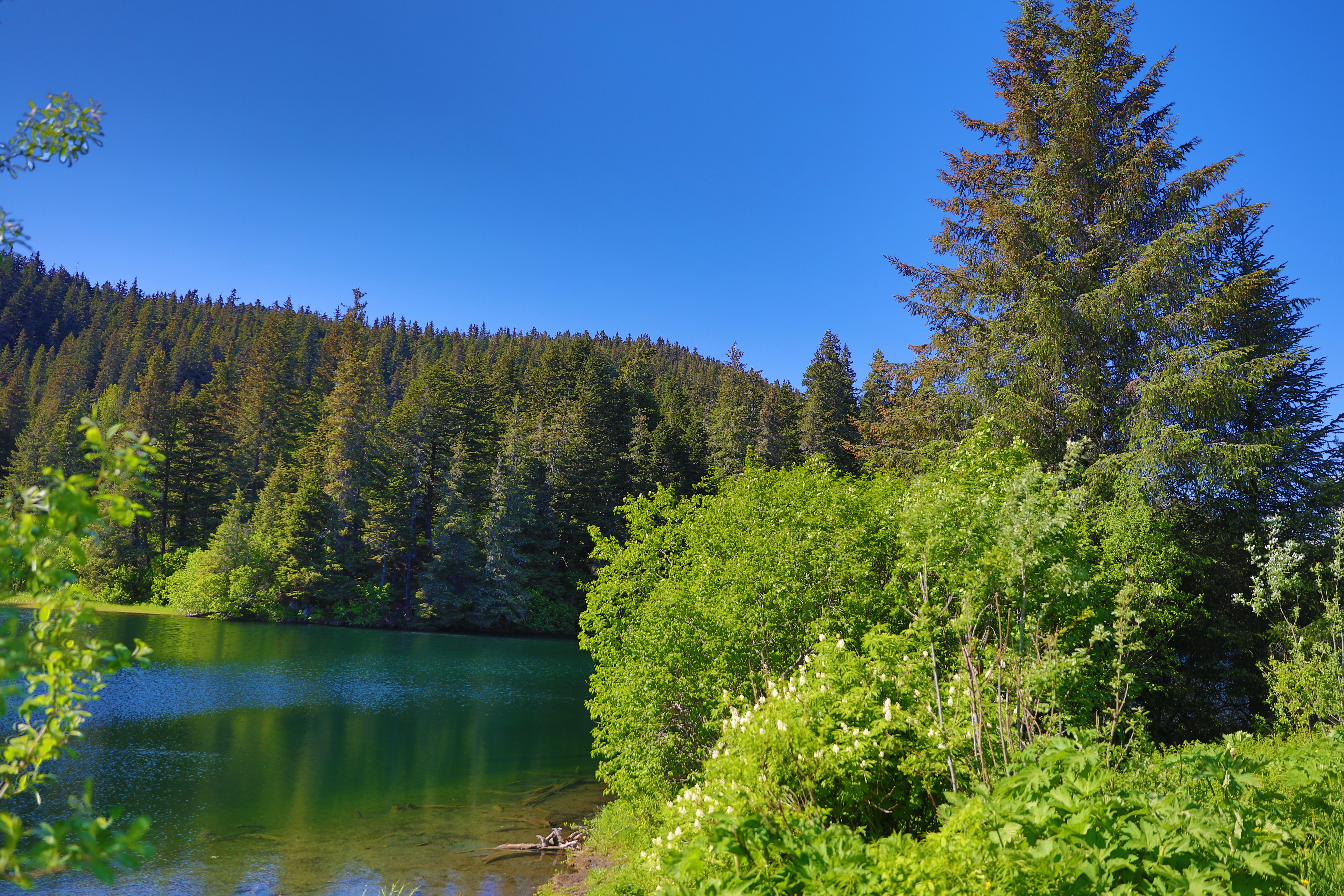
Il lago in giugno 2019